# Моторна вулиця (Мелітополь)
Мото́рна вулиця — вулиця в місті Мелітополь, селище Піщане. Починається від безіменного провулка, що йде по схилу гори між вулицями Михайла Оратовського та Бєлякова. Спускається з гори, перетинає вулицю Павла Сивицького і закінчується перехрестям із відгалуженням вулиці Михайла Оратовського. За 100 метрів до кінця вулиці до неї врізається провулок, яким закінчуються вулиці Курчатова та Бердянська.

## Історія
Територія, на якій знаходиться вулиця, з 1860-х років входила до складу села Піщане. Але великі сільські городи нинішньої вулиці Бєлякова стулялися з городами нинішньої вулиці Михайла Оратовського, і жодних вулиць між Белякова й Оратовського на той час не було. У 1939 село Піщане увійшло до складу Мелітополя.
Наприкінці 1960-х років територія між Михайла Оратовського (тоді Калініна) та Бєлякова почала забудовуватися. У 1966 році була прокладена вулиця Грибоєдова, у 1967 - Курчатова. Нарешті, 7 березня 1968 року було ухвалено рішення про прокладання Моторної. Ділянки на новій вулиці були віддані під забудову працівникам Мелітопольського моторного заводу, якому вулиця зобов'язана своєю назвою.
На початку 1990-х років вулиця була вкрита щебенем, але нині якість дорожнього покриття незадовільна. На початку 2000-х років на всій ділянці від початку вулиці до вулиці Павла Сивицького (тоді Тельмана) працював лише один вуличний ліхтар, але 2008 вуличне освітлення було відновлено.

## Галерея
|                                                                          |                                                                    |                                                                |                                                                    |
| початок вулиці з боку безіменного провулка                               | ділянка вище вул. Павла Сивицького, вид у бік безіменного провулка | ділянка вище вул. Павла Сивицького, вид на вул. П. Сивицького  | ділянка вище вул. Павла Сивицького, вид у бік безіменного провулка |
|                                                                          |                                                                    |                                                                |                                                                    |
| вид з боку перехрестя з вул. Павла Сивицького у бік безіменного провулка | перехрестя з вул. Павла Сивицького, вид у бік безіменного провулка | ділянка нижче вул. Павла Сивицького, вид на вул. П. Сивицького | ділянка нижче вул. Павла Сивицького, вид на вул. М. Оратовського   |